# Ken Van Crombruggen
Ken Van Crombruggen (Mechelen, 29 mei 1991), is een Belgische musicalacteur uit Mechelen. hij nam deel aan heel wat musical producties o.a in de jeugdserie #LikeMe (2019–2023) , Blinker'de musical', Er was eens sprookjesconcert, Zo Mooi Zo Blond ( verhaal van Gert Verhulst ).

## Musical
- Beauty and the beast (2013) Milo Productions - als boekenverkoper / ensemble
- Hairspray (2014) Milo Productions - als Mister Spritzer / ensemble
- Arthur en de strijd om Camelot (2014) Event Team - als ensemble
- Eefje Donkerblauw (2014) Los lopendwild - als Koning Goudgeel
- De zusjes kriegels (2015) Event Team - als ensemble
- Blinker (2015) Team Jacques - als Mijnheer Strepers
- Zo mooi, zo blondje (2016) Event Team / Studio 100 - als ensemble / understudy
- #likeMe (2019) Fabric Magic - als zanger/danser
- Er was eens een sprookjesconcert (2019) Deep Bridge - als ensemble
- Blinker (2025) Team Jacques - als Paps